# Schloss Granegg (Niedereschach)
Schloss Graneck bezeichnet eine abgegangene Burg, die auf der Gemarkung der heutigen Gemeinde Niedereschach lag. Graneck soll auf dem Berg zwischen den ehemals selbstständigen Gemeinden Fischbach und Schabenhausen gestanden haben.
1281 wird erstmals ein Bruno von Graneck erwähnt. Nach dem Erwerb durch die Ifflinger im Jahr 1465 nannte sich dieses aufstrebende Adelsgeschlecht nach dieser Burg. 1778 erwarb die Gemeinde das Schloss mit den zugehörigen Gütern. Daraufhin wurde es bis auf einen Teil des Ökonomiegebäudes abgerissen.